# 신방로 (천안시)

신방로(Sinbang-ro)는 충청남도 천안시 서북구 성환읍 신방리 도계교 에서 충청남도 천안시 서북구 성환읍 성환리를 잇는 도로이다.

## 주요 경유지
충청남도
- 천안시 서북구 성환읍

## 노선 경로
| 이름          | 접속 노선                     | 소재지        | 소재지        | 소재지        | 비고          |
| 충무로와 직결 | 충무로와 직결                 | 충무로와 직결 | 충무로와 직결 | 충무로와 직결 | 충무로와 직결 |
| ------------- | ----------------------------- | ------------- | ------------- | ------------- | ------------- |
| 도계교        |                               | 천안시        | 서북구        | 성환읍        |               |
| 왕림사거리    | 국도 제34호선 (삼사로) 왕림길 | 천안시        | 서북구        | 성환읍        |               |
| 우신1 교차로  | 국도 제34호선 (삼사로)        | 천안시        | 서북구        | 성환읍        |               |
| 장천교        |                               | 천안시        | 서북구        | 성환읍        |               |
| 성환고가교    |                               | 천안시        | 서북구        | 성환읍        |               |
| (이름없음)    | 성환1로                       | 천안시        | 서북구        | 성환읍        |               |
| (이름없음)    | 천안대로                      | 천안시        | 서북구        | 성환읍        |               |

## 주요 건물 및 시설
- 신방초등학교 (신방로 73/신방리 95)
- GS25 우신교차로점 (신방로 306/송덕리 181-1)
- 성환고등학교 (신방로 354/송덕리 55)
- HD현대오일뱅크 정원주유소 (신방로 376/우신리 24-2)
- CU 천안성환빌리점 (신방로 486/성환리 344-184)
- 티스테이션 성환점 (신방로 504/성환리 356-4)